# Christian Rivers
Christian Rivers est un dessinateur, technicien des effets spéciaux et réalisateur néo-zélandais.

## Biographie
Christian Rivers rencontre Peter Jackson à l'âge de dix-sept ans, et réalise les storyboards de tous ses films de ce dernier depuis Braindead (1992). Il remporte l'Oscar des meilleurs effets visuels et le British Academy Film Award des meilleurs effets visuels pour son travail sur King Kong (2005).

## Filmographie

### Réalisateur
- 2018 : Mortal Engines

### Effets spéciaux, technicien ou consultant
- 1992 : Braindead
- 1994 : Créatures célestes
- 1994 : Hercule et le Royaume oublié
- 1997 : Contact
- 2001 : Le Seigneur des anneaux : La Communauté de l'anneau
- 2002 : Le Seigneur des anneaux : Les Deux Tours
- 2003 : Le Seigneur des anneaux : Le Retour du roi
- 2005 : King Kong
- 2005 : Le Monde de Narnia : Le Lion, la Sorcière blanche et l'Armoire magique
- 2007 : Le Dragon des mers : La Dernière Légende
- 2009 : Diagnosis: Death
- 2009 : Lovely Bones
- 2010 : The Warrior's Way
- 2012 : Le Hobbit : Un voyage inattendu
- 2013 : Le Hobbit : La Désolation de Smaug
- 2014 : Le Hobbit : La Bataille des Cinq Armées
- 2016 : Peter et Elliott le dragon